# Трјанђа (Сондрио)
Трјанђа је насеље у Италији у округу Сондрио, региону Ломбардија.
Према процени из 2011. у насељу је живело 215 становника. Насеље се налази на надморској висини од 789 м.